# Cola marsupium
Cola marsupium är en malvaväxtart som beskrevs av Karl Moritz Schumann. Cola marsupium ingår i släktet Cola och familjen malvaväxter. Inga underarter finns listade i Catalogue of Life.